# آمیگا ۵۰۰
آمیگا ۵۰۰ (Amiga 500) نام یکی از رایانه‌های خانگی شرکت کمودور است که در آوریل سال ۱۹۸۷ میلادی به بازارهای جهانی عرضه گردید. این رایانه در واقع یک سیستم محدودتر و خانگی تر از آمیگا ۲۰۰۰ بود که برای مصارف معمولی و خانگی با قیمت کمتر تولید گردید. این رایانه به مدت چهار سال تولید و در سال ۱۹۹۱ میلادی تولید این رایانه قطع شد. این کامپیوتر دارای ۵۱۲ کیلوبایت حافظه دسترسی تصادفی به همراه یک مدولاتور برای اتصال به تلویزیونهای خانگی، یک دیسک گردان داخلی و رابط اتصال به دستگاه‌های میدی (MIDI) بود.

## سابقه
شرکت کمودور که تا قبل از این با عرضه رایانه قدرتمند آمیگا ۲۰۰۰ نامی برای خود دست و پا نموده بود، با عرضه رایانه‌های خانگی آتاری ۵۲۰ احساس خطر نمود و دست به تولید یک محصول ارزانتر برای مصارف خانگی زد تا بتواند در بازار با رقیب آن موقع خود (یعنی شرکت آتاری) رقابت نماید. محصول این تصمیم کامپیوتر خانگی آمیگا ۵۰۰ بود که در آوریل ۱۹۸۷ میلادی تولید گردید.

صفحه آغازین آمیگا

## مشخصات فنی
ساختار سخت افزاری آمیگا ۵۰۰ بسیار شبیه به کامپیوتر آمیگا ۱۰۰۰ بود با این اختلاف که ۵۱۲ کیلوبایت حافظه داخلی (رَم) داشت. همچنین یک تراشه مخصوص بنام گَری (Gary) در آمیگا ۵۰۰ وجود داشت که وظیفه کنترل ورودی و خروجی و کنترل عملیات دیسک گردان دستگاه را عهده‌دار بود (این تراشه در سیستم قدرتمند آمیگا ۲۰۰۰ هم استفاده گردیده بود).

آمیگا ۵۰۰ به دلیل داشتن یک جایگاه مخصوص گسترش در زیر دستگاه، نسبت به رقیب خود یعنی رایانه‌های آتاری بسیار راحت‌تر قابلیت ارتقا داشت و به راحتی با اضافه نمودن ۵۱۲ کیلوبایت حافظه اضافی از نظر اجرای برنامه بسیار از رایانه‌های آتاری بهتر عمل می‌نمود.
- سی پی یو : این کامپیوتر از سی پی یو موتورولا MC68000 استفاده می‌نمود که در حالت پال دارای سرعت ۷٫۰۹ و در حالت NTSC دارای سرعت ۷٫۱۵ مگاهرتز (MHz) بود.
- پردازنده‌های کمکی : این کامپیوتر دارای پنج پردازنده کمکی بود که نام‌های خاصی داشتند و هرکدام وظیفه مخصوصی بر عهده داشتند :

1. OSC
2. Fat Agnus : کنترل‌کننده حافظه
3. Denis : کنترل‌کننده تصاویر گرافیکی
4. Paula : کنترل‌کننده قابلیت‌های صوتی و کنترل ورودی و خروجی سیستم
5. Gary : کنترل‌کننده دیسک گردان و ورودی و خروجی سیستم

- حافظه : این سیستم دارای ۵۱۲ کیلوبایت حافظه داخلی بود که به وسیلهٔ درگاه گسترش در زیر دستگاه قابلیت ارتقا تا ۸ مگابایت را دارا بود.
- سیستم عامل : کیک استارت ۱٫۲ (در نسخه‌های اولیه) و کیک استارت ۱٫۳ در نسخه‌های جدیدتر
- حالتهای گرافیکی :

1. ۳۲۰ در ۲۵۶ (۳۲ رنگ)
2. ۳۲۰ در ۵۱۲ (۳۲ رنگ)
3. ۶۴۰ در ۲۵۶ (۱۶ رنگ)
4. ۶۴۰ در ۵۱۲ (۱۶ رنگ)
5. ۶۴ رنگ در حالت EHB
6. ۴۰۹۶ رنگ در حالت HAM

- صوت و صدا : خروجی استریو، ۴ کانال ۸ بیتی PCM
- درگاه‌های ورودی و خروجی :

1. پورت سریال آراِس-۲۳۲ (RS-۲۳۲)
2. پورت موازی (Parallel)
3. رابط اتصال دیسک گردان خارجی
4. ۲ پورت RCA صدا
5. رابط اتصال کارتریج
6. درگاه گسترش در زیر دستگاه
7. دو عدد درگاه ورودی برای موشواره و اهرمک

- مدیای قابل استفاده : در این دستگاه از دیسک‌های فلاپی ۳٫۵ اینچ برای بازیابی و خواندن اطلاعات استفاده می‌شد که دستگاه دیسک گردان آن به صورت توکار در داخل سیستم قرار داشت.